# Nationale Behörde für Wissenschaft, Technik und Industrie in der Landesverteidigung
Die Nationale Behörde für Wissenschaft, Technik und Industrie in der Landesverteidigung (國家國防科技工業局 / 国家国防科技工业局,  Guójiā Guófáng Kējì Gōngyè Jú), meist 国防科工局 bzw. „Wehrtechnik-Behörde“ genannt, im Ausland wegen der englischen Bezeichnung State Administration for Science, Technology and Industry for National Defense oft „SASTIND“ abgekürzt, untersteht formal dem Ministerium für Industrie und Informationstechnik, ist aber mit ihrem Sitz in der Fucheng-Str. 8a, Stadtbezirk Haidian, räumlich getrennt. Das Ministerium kümmert sich um Hochtechnologie im zivilen Sektor, die Behörde um Hochtechnologie im militärischen Sektor.

## Geschichte
Die Nationale Behörde für Wissenschaft, Technik und Industrie in der Landesverteidigung ging im Rahmen einer Reform der Organe des Staatsrats am 15. März 2008 per Beschluss des Nationalen Volkskongresses aus der Kommission für Wissenschaft, Technik und Industrie für Landesverteidigung hervor. Während letztere nur noch den Staatsrat der Volksrepublik China und die Zentrale Militärkommission über sich hatte, wurde die neue Behörde als „Vizeministerium“ (副部) dem an jenem Tag ebenfalls neu geschaffenen Ministerium für Industrie und Informationstechnik unterstellt; ihr Leiter ist qua Amt Staatssekretär. Die Wehrtechnik-Behörde hat ihren Sitz im selben Gebäude wie die Nationale Raumfahrtbehörde Chinas und die Nationale Kernenergiebehörde und betreibt mehrere Abteilungen zusammen mit diesen, mit gemeinsam genutztem Personal. So ist zum Beispiel seit dem 23. August 2008 der Leiter der Wehrtechnik-Behörde gleichzeitig auch Direktor der Nationalen Kernenergiebehörde, seit dem 31. Juli 2010  zusätzlich Direktor der Nationalen Raumfahrtbehörde.

## Struktur
Um kostspielige Doppelstrukturen zu vermeiden, betreibt die Wehrtechnik-Behörde mehrere Abteilungen gemeinsam mit ihren Schwesterbehörden, ein Prinzip, das man in China „eine Dienststelle, zwei Türschilder“ (一个机构两块牌子) nennt. Die Abteilungsbezeichnungen in schwarzer Schrift sind die bei der Wehrtechnik-Behörde geläufigen, die in blauer Schrift sind die bei der Nationalen Raumfahrtbehörde geläufigen, die in magenta Schrift die bei der Nationalen Kernenergiebehörde geläufigen Bezeichnungen für ein in Wirklichkeit nur einmal existierendes Büro.
- Kanzlei (办公室)
- Abteilung für politische Programmatik sowie die Formulierung von Gesetzen und Verordnungen (政策法规司)
- Abteilung für Strukturreform (体制改革司)
- Abteilung für wirtschaftliche Koordinierung (经济协调司)
  - Büro für kombinierte Herstellung von zivilen und militärischen Gütern (民口配套办公室)
- Finanz- und Rechnungsprüfungsabteilung (财务与审计司)
- Abteilung für Wissenschaft, Technologie und Qualitätskontrolle (科技与质量司)
- Abteilung für technische Systeme I (= Abteilung für technische Systeme)[3]
- Abteilung für technische Systeme II (= Abteilung für technische Systeme, Nationales Büro für Notmaßnahmen bei Atomunfällen, Büro für Atomstrom)
- Abteilung für technische Systeme III (系统工程三司)
  - Büro für die Regulierung der Schiffbauindustrie (船舶行业管理办公室)
  - Amt für Sicherheit in der Produktion und technische Überwachung (安全生产监督管理局)
  - Amt für technische Überwachung ziviler Sprengtechnik (民爆器材监督管理局)
- Abteilung für Sicherheit und Geheimhaltung (安全保密局)
- Abteilung für Internationale Zusammenarbeit (国际合作司)[4]
- Abteilung für Personalangelegenheiten und Ausbildung (人事教育司)

Außerdem gibt es bei der Nationalen Behörde für Wissenschaft, Technik und Industrie in der Landesverteidigung noch folgende abteilungsübergreifende Dienststellen:
- Datenverarbeitungszentrum (信息中心)
- Zentrum für Öffentlichkeitsarbeit (= Zentrum für Öffentlichkeitsarbeit)
- Zentrum für Aktivitäten alter Kader (老干部活动中心)
- Zentrum für Monderkundungs- und Raumfahrt-Projekte (= Zentrum für Monderkundungs- und Raumfahrt-Projekte)
- Zentrum für die Unterstützung von Nukleartechnologie (= Zentrum für die Unterstützung von Nukleartechnologie)
- Zentrum für die Sicherheit nuklearer Anlagen im Südwesten (西南核设施安全中心)
- Zentrum für Prüfung und Genehmigung militärischer Projekte (军工项目审核中心)
- Zentrum für Prüfung und Beglaubigung der Geheimhaltungsstufen bei militärischen Projekten (军工保密资格审查认证中心)
- Zentrum für die Entwicklung von für die Wirtschaft relevanten Technologien (经济技术发展中心)
- Zentrum für nationale wissenschaftlich-technische Spezialprojekte von großer Bedeutung (重大专项工程中心)
- Zentrum für technische Unterstützung des schnellen Eingreifens bei nuklearen Notfällen (= Nationales Zentrum für technische Unterstützung des schnellen Eingreifens bei nuklearen Notfällen)
- Zentrum für Sicherheits- und Geheimhaltungstechnik in der nationalen Atomwirtschaft (国家核安保技术中心)

## Liste der Behördenleiter
| Chen Qiufa (陈求发)   | * 1954 | 18. März 2008 – 26. Januar 2013       | ab 23. August 2008 auch Direktor von CAEA, ab 31. Juli 2010 auch Direktor von CNSA |
| Ma Xingrui            | * 1959 | 19. März 2013 – 20. Dezember 2013     | gleichzeitig Direktor von CNSA und CAEA                                            |
| Xu Dazhe              | * 1956 | 25. Dezember 2013 – 5. September 2016 | gleichzeitig Direktor von CNSA und CAEA                                            |
| Tang Dengjie          | * 1964 | 29. Mai 2017 – 10. Januar 2018        | gleichzeitig Direktor von CNSA und CAEA                                            |
| Zhang Kejian (张克俭) | * 1961 | seit 24. Mai 2018                     | gleichzeitig Direktor von CNSA und CAEA                                            |